# Christ ressuscité
Christ ressuscité – en italien Cristo risorto – est un tableau réalisé en 1511-1512 par le peintre italien Titien. Cette huile sur panneau est une peinture chrétienne qui représente Jésus-Christ ressuscité faisant de le signe de bénédiction en portant l'étendard de la Résurrection. Acquise en 2001, l'œuvre est conservée au musée des Offices, à Florence.